# Omphax marginata
Omphax marginata är en fjärilsart som beskrevs av W. Warren 1894. Omphax marginata ingår i släktet Omphax och familjen mätare. Inga underarter finns listade i Catalogue of Life.